# アンデルス・リドベリ
アンデルス・リドベリ（Anders Rydberg、1903年3月3日 - 1989年10月26日）は、スウェーデン出身の元同国代表サッカー選手。現役時代のポジションはGK。
1920年代から30年代にかけてのスウェーデンを代表するゴールキーパー。1934 FIFAワールドカップではスウェーデン代表として全2試合に出場し、ベスト8進出に貢献した。IFKヨーテボリの選手としては、1934-35シーズンにアルスヴェンスカン優勝を経験し、チームのキャプテンも務めた。

## タイトル

### クラブ
IFKヨーテボリ
- アルスヴェンスカン : 1回 (1934-35)